# Jaltomata contorta
Jaltomata contorta là loài thực vật có hoa trong họ Cà. Loài này được (Ruiz & Pav.) Mione mô tả khoa học đầu tiên năm 1999.